# Christian Gaudin (handball)
Pour les articles homonymes, voir Christian Gaudin.
Christian Gaudin, né le 26 janvier 1967 à Chenôve (Côte-d'Or), est un ancien handballeur français, évoluant au poste de gardien de but. Avec l'équipe de France, il est notamment double Champion du monde en 1995 et 2001 et en club, il a remporté quatre Championnats de France et une Ligue des champions en 2002.
Reconverti entraîneur, il a notamment dirigé pendant neuf saisons le Saint-Raphaël VHB, permettant au club de passer de la D2 en 2007 à la 3e place du Championnat de France en 2012. Cependant, les expériences suivantes sont plus compliquées puisqu'il est maintenu à son poste guère plus d'un an.

## Biographie

### Carrière de joueur
Christian Gaudin commence sa carrière à l'USAM Nîmes 30 avec lequel il remporte quatre titres de champion de France en 1988, 1990, 1991, 1993 et une Coupe de France en 1994. Cette même année, il choisit de rejoindre l'US Créteil de Thierry Anti. La saison suivante, auréolé d'un titre de champion du monde 1995, il évolue pour l'Istres Sports. Après deux saisons, en 1997, il rejoint le championnat d'Allemagne et le club du VfL Hameln pour deux saisons. Puis, entre 1999 et 2003, c'est avec le SC Magdebourg et en compagnie de Joël Abati et de Guéric Kervadec qu'il atteint les sommets : en 2001, ils deviennent ainsi champions d'Allemagne et remportent la Coupe de l'EHF, puis, la saison suivante, la consécration arrive avec la Ligue des champions 2001-2002. Annoncé à l'US Ivry dès octobre 2001 pour un contrat de deux ans plus un an en option à compter de la saison suivante,, il reste finalement à Magdebourg. En 2003, alors qu'il était toujours sous contrat à Magdebourg, il décide pour raisons personnelles de rentrer en France et, à la surprise générale, il rejoint le Saint-Raphaël VHB qui évolue en Division 2 mais qui possède de fortes ambitions. Il y termine sa carrière de joueur après trois saisons.
Sélectionné pour la première fois en équipe de France en novembre 1990, il forme une doublette redoutée avec Bruno Martini. Après un titre de vice-champion du monde en 1993, il remporte la médaille d'or en 1995. Ce titre de champion du monde sera confirmé deux ans plus tard par une médaille de bronze puis six ans plus tard lors du Mondial 2001 en France par un deuxième titre. Mais Gaudin et l'équipe de France ne parviendront pas à remporter de médaille ni aux championnats d'Europe malgré cinq participations entre 1994 et 2002, ni aux Jeux olympiques avec une 4e place en 1996 et une 6e place en 2000

### Carrière d'entraîneur
En 2005, alors que le Saint-Raphaël VHB évolue en 2e division, il troque définitivement le maillot de joueur pour celui d'entraineur. Champion de France de D2 pour sa seconde saison, il accède à l'élite et grimpe peu à peu les échelons au point d'atteindre la 3e place en 2012. Il atteint de plus à trois reprises la finale de la Coupe de la Ligue en 2009-2010, 2011-2012 et 2013-2014.
Le 18 mars 2014, après 11 années dans le Var, Jean-François Krakowski, président du Saint-Raphaël Var Handball, annonce avec un an d'avance la fin de son contrat d'entraineur. Il occupe alors pendant 2 mois le poste de sélectionneur de l'équipe de Roumanie pour disputer face à la Suède les barrages de qualification pour le championnat du monde 2015. Ne parvenant pas à réaliser l'exploit, l'aventure n'est pas prolongée et le 10 juillet 2014, il est nommé entraîneur du club allemand du HSV Hambourg.
Le club allemand ayant dû faire face à de gros problèmes économiques et donc à de nombreux départs de joueurs majeurs, les débuts de Gaudin à la tête du club s'avèrent difficiles avec deux nuls et quatre défaites en six matches de Bundesliga. Puis, Hambourg redresse la barre et enchaîne six succès consécutifs au point de figurer parmi les formations potentiellement européennes. De plus, le club se qualifie pour la Phase de groupe de la Coupe de l'EHF. Et pourtant, une défaite face à la lanterne rouge, le TBV Lemgo, scelle le sort de Gaudin qui est limogé deux jours plus tard.

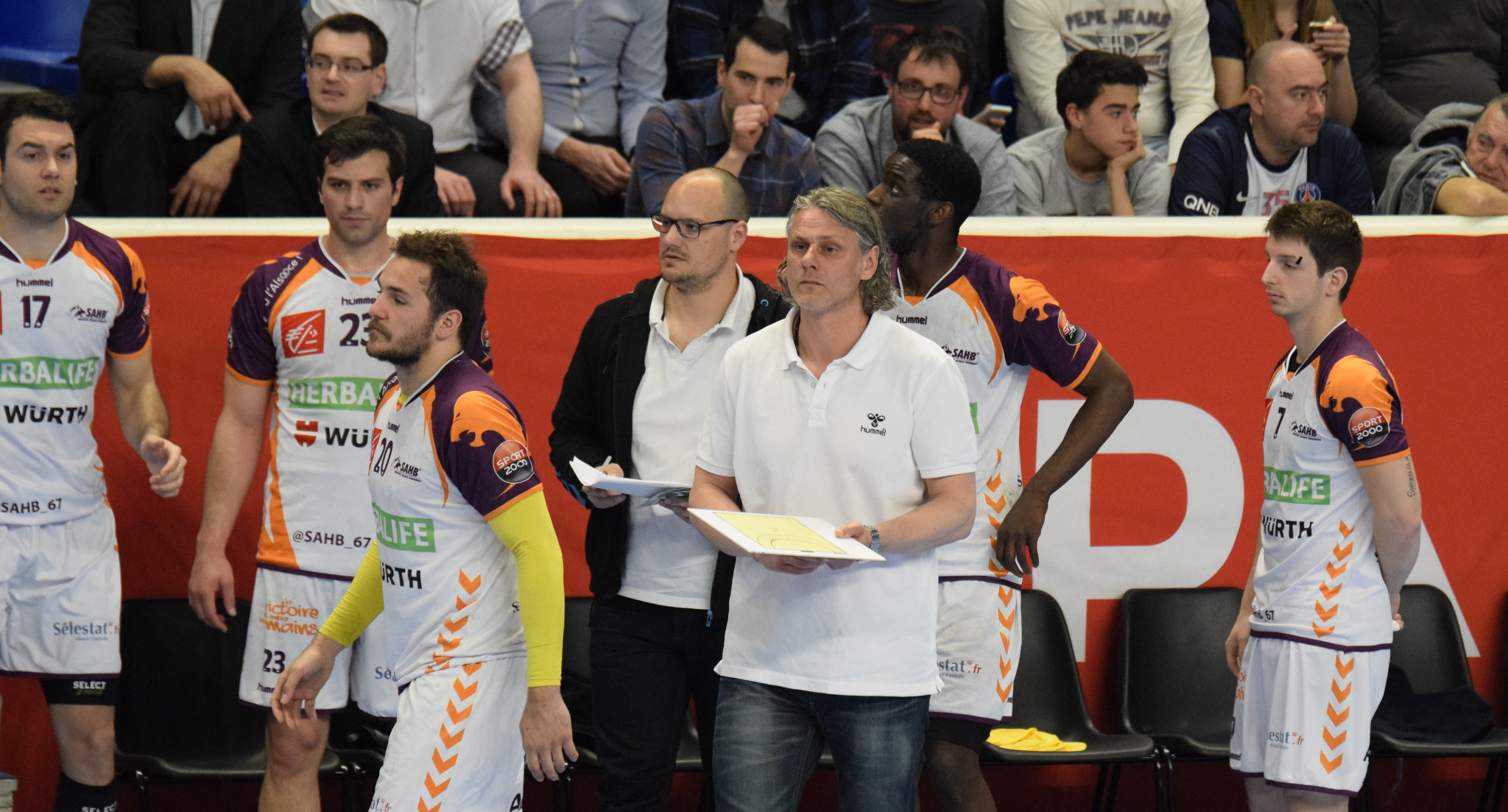
Christian Gaudin autour de ses joueurs du Sélestat Alsace Handball en 2015.

En février 2015, il signe au Sélestat Alsace Handball à la suite du limogeage de Jean-Luc Le Gall. S’il parvient à faire remonter Sélestat en remportant les barrages d'accession en division 1, la saison 2016/17 est très éprouvante pour Gaudin et le club puisque terminée à la dernière place du classement (22 défaites, 1 nul, 2 victoires). Gaudin n’est alors pas prolongé et prend la direction de la Roumanie, plus particulièrement du HCM Constanța où il s’est engagé pour une saison plus deux en option. Mais après seulement six matchs de championnat, Christian Gaudin a été relevé de ses fonctions par le club roumain
En 2018, il est nommé à la tête du Cesson Rennes Métropole Handball en remplacement du duo Sylla-Óskarsson. Mais, alors que le club vient d'inaugurer la Glaz Arena, nouvelle salle multi-activités d'une capacité de 4 500 places, le club est relégué en Proligue (D2) après 10 années en Starligue (D1). En novembre 2019, il est mis à l'écart du poste d'entraîneur est nommé à la direction sportive, poste qu'il occupe jusqu'en septembre 2020.

### Carrière de dirigeant
En 2023, il retrouve le Saint-Raphaël Var Handball en tant que directeur sportif.

### Famille
Son fils, Noah Gaudin, fait son premier match avec l'équipe de France A, le 12 mars 2025 à la LDLC Arena contre le Danemark. Gilles Derot, qui a également évolué à Nîmes avec Christian Gaudin, est son beau-frère.

## Résultats de joueur

### Club
Ses résultats en club sont :
Compétitions internationales
- Vainqueur de la Ligue des champions (1) : 2002
- Vainqueur de la Supercoupe d'Europe (2) : 2001 et 2002
- Vainqueur de la Coupe de l'EHF (1) : 2001

Compétitions nationales
- Vainqueur du Championnat de France (4) : 1988, 1990, 1991, 1993
- Vainqueur de la Coupe de France (1) : 1994
- Vainqueur du Champion d'Allemagne (1) : 2001 (de)
  - 3e place en 2000 et 2003
- Finaliste de la Coupe d'Allemagne (1) : 2002
- Deuxième du Champion de France de D2 (1) : 2004

### Équipe nationale
Christian Gaudin totalise 247 sélections entre novembre 1990 et 2002. Ses résultats en équipe nationale sont :
Championnats du monde
- Médaille d'argent au Championnat du monde 1993
- Médaille d'or au Championnat du monde 1995
- Médaille de bronze au Championnat du monde 1997
- 6e place au Championnat du monde 1999
- Médaille d'or au Championnat du monde 2001

Jeux olympiques
- 4e place aux Jeux olympiques 1996 à Atlanta
- 6e place aux Jeux olympiques 2000 de Sydney

Championnats d'Europe
- 6e place au Championnat d'Europe 1994
- 7e place au Championnat d'Europe 1996
- 7e place au Championnat d'Europe 1998
- 4e place au Championnat d'Europe 2000
- 6e place au Championnat d'Europe 2002

Autres
- Médaillé d'argent aux Jeux méditerranéens de 1993  en Languedoc-Roussillon,  France
- Médaille d'or aux Goodwill Games de 1994 à Saint-Pétersbourg en  Russie

## Résultats d'entraîneur
Ses résultats en tant qu'entraîneur sont :
- Championnat de France de D2
  - Vainqueur en 2007
  - Vainqueur des barrages d'accession en division 1 en 2016
- Championnat de France
  - 3e en 2012.
- Coupe de la Ligue
  - Finaliste en 2009-2010, 2011-2012 et 2013-2014.

## Décorations
- Chevalier de la Légion d'honneur en 2001[22]